# Naissance en 1157
Naissance
- 1153
- 1154
- 1155
- 1156
- 1157
- 1158
- 1159
- 1160
- 1161

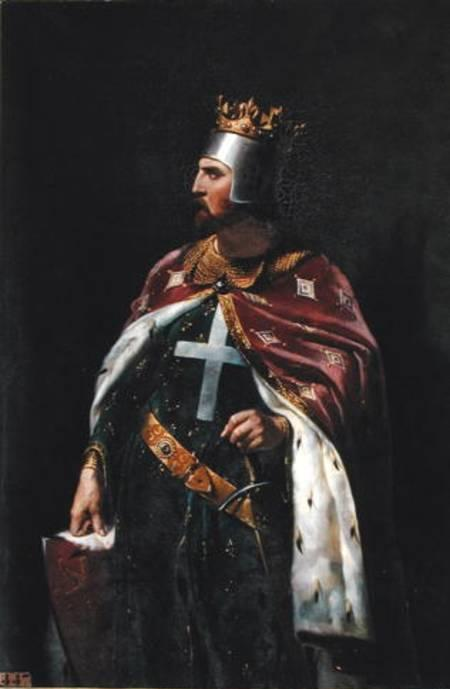
Richard cœur de Lion, né en 1157.

Cette page dresse une liste de personnalités nées au cours de l'année 1157 :
- Entre le 1er et le 25 mars : Alphonse II d'Aragon, roi d'Aragon et comte de Ribagorce, Barcelone, de Gérone, de Besalú, de Provence, de Roussillon et de Pallars Jussà, vicomte de Carlat.
- 8 septembre : Richard cœur de Lion, roi d'Angleterre, duc de Normandie, d'Aquitaine, comte de Poitiers, du Maine et d'Anjou.

- Guilhem VIII de Montpellier, seigneur de Montpellier.
- Hamon de Léon, évêque de Léon.
- Ivette de Huy, veuve devenue recluse et mystique.
- Léopold V d'Autriche, duc d'Autriche et de Styrie.
- Mathilde de Portugal, comtesse de Flandre et duchesse de Bourgogne.
- Alexandre Neckam, religieux, philosophe et encyclopédiste anglais.

date incertaine (vers 1157)
- Guérin, chevalier régulier, garde des sceaux, puis évêque de Senlis et enfin chancelier de France.

## Crédit d'auteurs
- Cet article est partiellement ou en totalité issu de l'article intitulé « 1157 » (voir la liste des auteurs).